# UnAPI
unAPI definiert eine einfache Programmierschnittstelle zur Bereitstellung von Daten einzeln identifizierter Objekte über einen zustandslosen Webservice (Representational State Transfer), sowie eine Methode, um in HTML-Seiten auf die Basis-URL des Webservice und auf Identifikatoren hinzuweisen, mit denen der Webservice abgefragt werden kann.

## Aufbau
Der HTTP-basierte unAPI-Webservice unterstützt zwei HTTP-GET-Parameter: format und id.
Zum Verweis auf die Basis-URL eines unAPI-Services kann ein link-Element der Hypertext Markup Language verwendet werden, dieses auch als Autodiscovery bezeichnete Verfahren findet auch in anderen Bereichen Anwendung (Verweise auf Feeds etc.).
Einzelne Identifikatoren können auf einer Webseite mit einem Mikroformat ausgezeichnet werden. Diese Spezifikation ist allerdings bislang nicht offizieller Teil des Mikroformat-Projekts.

## Geschichte
unAPI geht auf Überlegungen zu einer API zur Verbreitung von COinS („COinS-PMH“) zurück, die gegenüber der einfacheren unAPI aufgegeben wurde. Maßgeblicher Autor ist Daniel Chudnov. Version 1 der unAPI-Spezifikation wurde am 23. Juni 2006 veröffentlicht.

## Verbreitung
unAPI ist vor allem in bibliothekarischen Open-Source-Anwendungen verbreitet. Zum Beispiel kann unAPi vom Literaturverwaltungsprogramm Zotero als Alternative zu COinS verwendet werden, um bibliographische Metadaten zu Publikationen abzufragen.